# Kevin Keegan
Kevin Keegan (Armthorpe, Doncaster, 1951. február 14. –) kétszeres aranylabdás angol válogatott labdarúgó, csatár, edző. A Brit Birodalom Rendje tiszti fokozatának (OBE) birtokosa.
Labdarúgó pályafutását 1968-ban a Scunthorpe United csapatában kezdte. 1971-ben szerződött a Liverpoolhoz, ahol háromszor nyert bajnokságot, egyszer angol kupát, egyszer bajnokcsapatok Európa-kupáját, kétszer UEFA-kupát. 1972-ben, az angol válogatottban is bemutatkozott. 1977 nyarán az NSZK-ba szerződött a Hamburger SV együtteséhez. 1978–79-es szezonban bajnok lett, majd a következő évben döntős volt a Hamburggal a bajnokcsapatok Európa-kupájában. Ez időben nyerte el kétszer az Aranylabdát, 1978-ban és 1979-ben. 1980 és 1982 között két idényt töltött el a Southamptonnál.
Ezt követően a Newcastle United szerződtette. 1984-ben vonult vissza az aktív labdarúgástól. Az angol válogatottban  63 alkalommal szerepelt és 21 gólt szerzett.

## Pályafutása

### Játékosként

#### Scunthorpe United (1966–1971)
17 évesen mutatkozott be a Peterborough United ellen és az első idényében 29 mérkőzésen szerepelt. Az 1969–70-es idényben vált a csapat állandó tagjává és a klub mind a 48 tétmérkőzésén pályára lépett. Csapatával folyamatosan a negyedosztály sereghajtói között végzett, de előfordult, hogy az angol kupában az ötödik körig jutottak, kiverve az elsőosztályú Sheffield Wednesday csapatát. Keegan általában jobb oldali középpályásként szerepelt a Scunthorpe United első csapatában és 124 mérkőzésen 18 gólt szerzett. 1971-ben 35 ezer fontért vásárolta meg a Liverpool akkori menedzsere Bill Shankly.

#### Liverpool (1971–1977)
Keegan 1971. augusztus 14-én mutatkozott be a Liverpoolban a Nottingham Forest ellen, az Anfield Road-on és a 12. percben máris gólt szerzett. Bár eredetileg középpályásként szerződtették, de adottságai révén Bill Shankly hamarosan jobb oldali csatárként játszatta John Toshack mellett. A Liverpoolhoz való szerződésével Anglia szerte ismertté vált és 1971 végén bemutatkozott az angol U-23-as válogatottban. 1972. november 15-én, Cardiffban a Wales elleni világbajnoki-selejtezőn a válogatottban is debütált. Első válogatottbeli gólját szintén Wales ellen szerezte 1974. május 11-én Cardiffban. A mérkőzésen az angol válogatott 2–0-ra győzött. Keegannek ez volt a harmadik válogatott mérkőzése.

#### Hamburg (1977–1980)

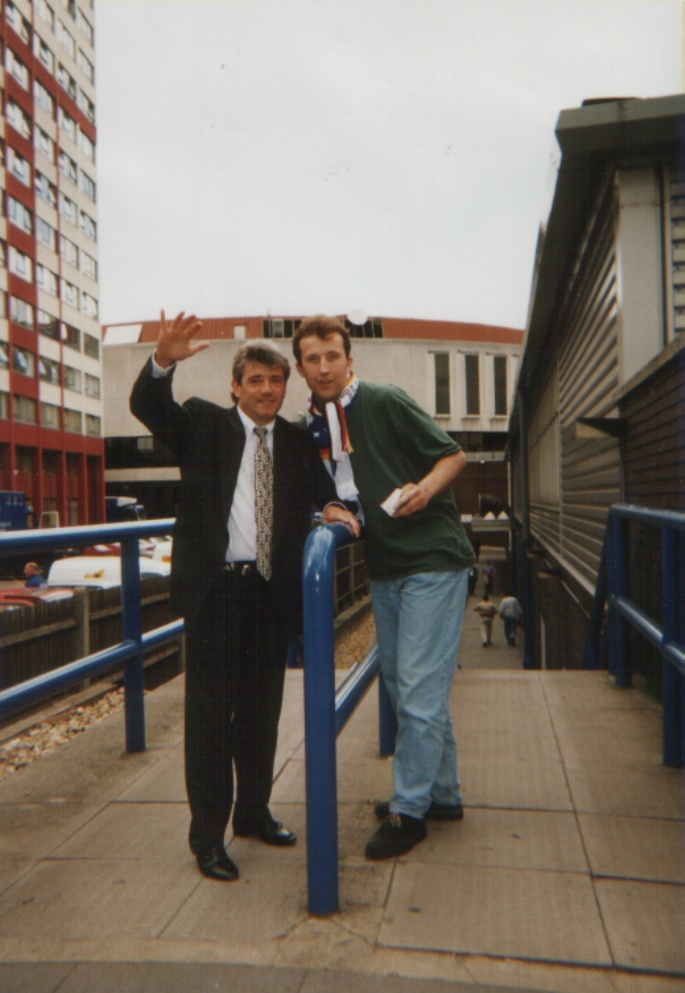
Keegan egy szurkolóval egy HSV meccsen

## Sikerei, díjai
| Játékosként Liverpool Bajnok / Kupagyőztes - Angol bajnokság: 1972–73, 1975–76, 1976–77 - UEFA-kupa: 1972–73, 1975–76 - Angol kupa: 1973–74, - Angol szuperkupa: 1974–75, 1976–77 - BEK: 1976–77 Döntős - Angol kupa: 1976–77 Hamburg Bajnok - Német bajnokság: 1978–79 Döntős - BEK: 1979–80 | Edzőként Newcastle United Bajnok - Angol másodosztály: 1992–93 Döntős - Angol szuperkupa: 1996–97 Fulham Bajnok - Angol harmadosztály: 1998–99 Manchester City Bajnok - Angol másodosztály: 2001–02 Egyéni díjak - Aranylabda: 1978, 1979 |

## Statisztika

### Edzőként
| Csapat           | Ország   | Kezdete       | Vége             | Adatok | Adatok | Adatok | Adatok | Adatok |
| Csapat           | Ország   | Kezdete       | Vége             | M      | Gy     | D      | V      | Gy %   |
| ---------------- | -------- | ------------- | ---------------- | ------ | ------ | ------ | ------ | ------ |
| Newcastle United | Anglia   | 1992. február | 1997. január     | 251    | 138    | 62     | 51     | 54.98  |
| Fulham           | Anglia   | 1998. május   | 1999. május      | 61     | 38     | 11     | 12     | 62.30  |
| Anglia           | Anglia   | 1999. február | 2000. október    | 18     | 7      | 7      | 4      | 38.89  |
| Manchester City  | Anglia   | 2001. május   | 2005. március    | 176    | 77     | 60     | 39     | 43.75  |
| Newcastle United | Anglia   | 2008. január  | 2008. szeptember | 21     | 6      | 9      | 6      | 28.57  |
| Összesen         | Összesen | Összesen      | Összesen         | 527    | 266    | 149    | 112    | 50.47  |

Frissítve 2008. november 19.

## Külső hivatkozások
- Official past players at Liverpoolfc.tv (angolul)
- ITV Local Yorkshire interview Archiválva 2008. december 25-i dátummal a Wayback Machine-ben (angolul)
- Player profile at LFChistory.net (angolul)
- heroes England, Kevin Keegan part 1 at Sporting-heroes.net (angolul)
- English Football Hall of Fame Profile (angolul)
- Kevin Keegan pályafutásának statisztikái a Soccerbase oldalon (angolul)

- Profile Archiválva 2012. december 9-i dátummal az Archive.is-en at londonhearts.com (angolul)